# Mayday (EP)
Mayday je v pořadí 2. EP skupiny The Warning, které v podstatě tvoří první polovinu jejich nadcházejícího třetího studiového alba. Toto EP bylo vydáno již v rámci smlouvy s nahrávací společností Lava Records v produkci Davida Bendetha. EP vyšlo 8. října 2021. Součástí EP Mayday je i skladba Martirio – druhá skladba v podání skupiny The Warning napsaná v jejich rodném jazyce, ve španělštině. Dne 21. května 2021 vyšel první singl z tohoto alba pod názvem „Choke“. V den vydání se na platformě iTunes v Irsku a Mexiku umístil mezi nejlepšími 50 skladbami v hlavních žebříčcích (všech žánrů) a mezi nejlepšími 30 skladbami v rockových žebříčcích iTunes v USA, Velké Británii, Irsku a Peru. Dne 23. července 2021 vyšel další singl „Evolve“, jenž dosáhl v rockových žebříčcích iTunes podobných pozitivních výsledků.

## Seznam skladeb
| Pořadí | Název     | Délka |
| ------ | --------- | ----- |
| 1.     | Disciple  | 3:40  |
| 2.     | Choke     | 3:51  |
| 3.     | Animosity | 4:06  |
| 4.     | Z         | 3:02  |
| 5.     | Evolve    | 3:33  |
| 6.     | Martirio  | 4:04  |

## Sestava
- Daniela „Dany“ Villarreal – kytary, zpěv
- Paulina „Pau“ Villarreal – bicí, zpěv
- Alejandra „Ale“ Villarreal – baskytara, doprovodné vokály

## Autorství
- Texty – Paulina Villarreal, Daniela Villarreal, Alejandra Villarreal
- Hudba – Paulina Villarreal, Daniela Villarreal, Alejandra Villarreal, Jake Carmona (skladba č. 2)